# Він, я і його друзі
«Він, я та його друзі» (англ. You, Me and Dupree, досл. «ти, я та Дюпрі») — романтична кінокомедія 2006 року, знята братами Руссо. За сюжетом, молода пара щойно одружилася та надала притулок своєму другові, який зрештою не поспішає з'їжджати.

## Сюжет
Карлу Петерсону пощастило: він одружився з донькою свого керівника Моллі та отримав підвищення. Хоча за це йому доводиться весь час погоджуватись зі своїм тестем. Після медового місяця найкращий друга Карла Ренді потрапляє в неприємності: його виселяють з квартири і в нього не має роботи. Карл надає йому притулок. Та виявляється він і не поспішає влаштовуватись на нову роботу, а лише продовжує байдикувати і ненавмисне ламати щось у будинку. Після влаштованої пожежі Дюпрі сам йде, але того ж вечора повертається. Друг тепер усілякими способами намагається допомагати Петерсонам. У Карла складається враження, що друг залицяється до його дружини. Влаштувавши скандал, головний герой виганяє Дюпрі. Наступного дня Ренді випадково потрапляє на родинну вечерю. Містер Томпсон, з яким важко знайти спільну мову, невимушено спілкується з Дюпрі. Карл лютує через це. Він іде до тестя та просить не вмішуватись у їхнє життя. Чоловік мириться з Моллі, а Дюпрі стає оратором-мотиватором.

## У ролях
| Актор             | Роль          |
| ----------------- | ------------- |
| Оуен Вілсон       | Ренді Дюпрі   |
| Метт Діллон       | Карл Петерсон |
| Кейт Гадсон       | Моллі         |
| Майкл Дуглас      | Боб Томпсон   |
| Сет Роген         | Ніл           |
| Білл Гейдер       | Марк          |
| Ленс Армстронг    | у ролі себе   |
| Гаррі Дін Стентон | Керлі         |
| Аманда Детмер     | Енні          |
| Ральф Тінг        | Тоши          |
| Тодд Стешвік      | Тоні          |
| Пет Крофорд Браун | тітка Кеті    |

## Створення фільму

### Виробництво
Зйомки фільму проходили в Каліфорнії та на Гаваях, США. Бюджет виробництва фільму склав 54 мільйони доларів.

### Знімальна група
- Кінорежисери — Ентоні Руссо, Джо Руссо
- Сценарист — Майкл ЛеСюр
- Кінопродюсери — Оуен Вілсон, Мері Перент, Скотт Стабер
- Композитор — Теодор Шапіро
- Кінооператор — Чарлз Мінскі
- Кіномонтаж — Пітер Б. Елліс, Дебра Ніл-Фішер
- Художник-постановник — Баррі Робінсон
- Артдиректор — Пол Сонскі
- Художник-декоратор — Барбара Мунк
- Художник по костюмах — Карен Петч
- Підбір акторів — Дебора Аквіла, Тріція Вуд[3].

## Сприйняття

### Критика
Фільм отримав змішані відгуки. На сайті Rotten Tomatoes оцінка стрічки становить 20 % на основі 167 відгуків від критиків (середня оцінка 4,3/10) і 50 % від глядачів із середньою оцінкою 3,1/5 (448 174 голоси). Фільму зарахований «гнилий помідор» від кінокритиків та «розсипаний попкорн» від глядачів, Internet Movie Database — 5,6/10 (72 049 голосів), Metacritic — 46/100 (29 відгуків критиків) і 8,6/10 (217 відгуків від глядачів).

### Номінації та нагороди
| Нагороди та номінації фільму «Він, я і його друзі» | Нагороди та номінації фільму «Він, я і його друзі» | Нагороди та номінації фільму «Він, я і його друзі» | Нагороди та номінації фільму «Він, я і його друзі» | Нагороди та номінації фільму «Він, я і його друзі» | Нагороди та номінації фільму «Він, я і його друзі» |
| Рік                                                | Кінофестиваль/кінопремія                           | Категорія/нагорода                                 | Номінант                                           | Результат                                          |                                                    |
| -------------------------------------------------- | -------------------------------------------------- | -------------------------------------------------- | -------------------------------------------------- | -------------------------------------------------- | -------------------------------------------------- |
| 2006                                               | Об'єднання жінок-кіножурналісток                   | Зал ганьби                                         | «Він, я і його друзі»                              | Перемога                                           |                                                    |
| 2006                                               | Teen Choice Awards                                 | Choice Summer Movie: Комедія                       | «Він, я і його друзі»                              | Номінація                                          |                                                    |
| 2007                                               | BMI Awards                                         | Найкраща музика до фільму                          | Теодор Шапіро                                      | Перемога                                           |                                                    |
| 2007                                               | Teen Choice Awards                                 | Choice Movie: Комедійна акторка                    | Кейт Гадсон                                        | Номінація                                          |                                                    |